# (21122) 1992 YK
1992 واي كي (ويعرف أيضًا باسم (21122) 1992 واي كي وفق تسمية الكوكب الصغير) (بالإنجليزية: 1992 YK)‏ هو كويكب ضمن حزام الكويكبات؛ وترتيبه 21122 من حيث الاكتشاف.
اكتُشف هذا الجُرم الفلكي بواسطة Akira Natori ‏ في 23 ديسمبر 1992.

## وصلات خارجية
- (21122) 1992 YK في قاعدة بيانات مختبر الدفع النفاث لأجرام النظام الشمسي الصغيرة

- الاكتشاف · مخطط المدار ·  العناصر المدارية · المعلمات المادية

- (21122) 1992 YK على موقع ويكي سكاي: DSS2, SDSS, GALEX, IRAS, Hydrogen α, X-Ray, Astrophoto, Sky Map, Articles and images